# Rauhaar-Goldmull
Der Rauhaar-Goldmull (Chrysospalax villosus) ist eine Säugetierart aus der Familie der Goldmulle (Chrysochloridae) und repräsentiert nach dem nahe verwandten Riesengoldmull den zweitgrößten Vertreter dieser Gruppe. Er lebt endemisch im südlichen Afrika, wo er mit etwas mehr als einem Dutzend Subpopulationen stark verstreut im östlichen Teil von Südafrika vorkommt. Wie alle Goldmulle ist der Rauhaar-Goldmull an das Graben im Untergrund angepasst, wozu ihn der spindelförmige Körper, die äußerlich nicht sichtbaren Ohren, der fehlende Schwanz und die kräftigen Vorderbeine mit den großen Grabklauen befähigen. Die Art wird nur selten gesichtet und ist aufgrund ihrer unterirdischen Lebensweise und der Bevorzugung von Landschaften mit dichtem Gras- und Buschbewuchs schwer zu beobachten. Über das weitere Verhalten liegen daher kaum Informationen vor. Der Rauhaar-Goldmull wurde im Jahr 1833 von Andrew Smith als Art aufgestellt. Sein Bestand gilt aufgrund starker Lebensraumveränderungen als gefährdet.

## Merkmale

### Habitus
Der Rauhaar-Goldmull ist nach dem Riesengoldmull (Chrysospalax trevelyani) der zweitgrößte Vertreter der Goldmulle, seine Kopf-Rumpf-Länge variiert von 12,7 bis 17,4 cm, das Gewicht von 93 bis 160 g. Ein Geschlechtsdimorphismus ist nicht nachgewiesen, was aber auch in der nur geringen Anzahl an untersuchten Individuen begründet sein könnte. Charakteristische Kennzeichen sind der für alle Goldmulle typische spindelförmige Körper mit äußerlich nicht sichtbaren Ohren und fehlendem Schwanz. Das Fell des Rauhaar-Goldmulls ist äußerst grob. Es hat am Rücken eine gelblich braune oder gräulich braune bis dunkel schiefergraue Färbung. Die Unterseite ist heller getönt, vor allem im Bereich des Bauches. Die Kehle erscheint trübe gelblich weiß. Der Kopf ist etwas heller als der Rücken, wobei gelblich braungraue Farben dominieren, die oberen Lippen und die Kehle sind gelblich weiß durchsetzt mit braun. Häufig tritt um das lederige Nasenpolster ein dunkler Fleck auf. Das Deckhaar setzt sich aus 18 bis 21 mm langen Einzelhaaren zusammen, die dreifarbig sind. An der Basis haben sie eine gräulich braune Farbgebung, die Mitte ist gelblich braun bis rötlich braun gefärbt, während an der Spitze dunkelbraune Farben überwiegen. Die Unterwolle ist dicht und weich, von schiefergrauer Tönung und mit Haaren versehen, die etwa zwei Drittel der Länge der Deckhaare erreichen. Die kräftigen Gliedmaßen weisen Hände mit vier und Füße mit fünf Strahlen auf. Besonders die Krallen der Hände sind stark vergrößert und zu Grabklauen umgestaltet. Die Kralle des Mittelfingers (Strahl III) erreicht eine Länge von 15 bis 17 mm und eine basale Breite von 4 bis 6 mm. Die Kralle des zweiten Fingers ist mit 10 mm Länge deutlich kürzer, die des ersten erreicht mit rund 3,7 mm nur ein Drittel der Länge der Kralle des zweiten Fingers. Am vierten Finger besteht nur eine stark verkürzte, rund 1,5 mm lange Kralle. Die Hinterfußlänge beträgt 13 bis 20 mm.

### Schädel- und Gebissmerkmale
Die Länge des Schädels liegt bei 33,4 bis 34,9 mm, die Breite bei 19,6 bis 23,1 mm. Dadurch hat der Schädel eine eher lange und schmale Form, dessen größte Breite 60 bis 65 % der größten Länge erreicht. Das Rostrum ist dagegen deutlich breit, der Gaumen besitzt eine Weite von 30 bis 35 % der größten Schädellänge. An der Schläfengrube treten charakteristische knöcherne Schwellungen auf, die den vergrößerten und aufgeblähten Kopf des Hammers im Mittelohr aufnehmen. Die Aufwölbungen sind mit einem Durchmesser von rund 7 mm größer als bei allen anderen Vertretern der Goldmulle. Der Jochbogen ist geschlossen, rückseitig treten große Platten auf, die seitlich den Hirnschädel bedecken. Das Merkmal ist aber nicht so deutlich entwickelt wie beim Riesengoldmull. Das Gebiss setzt sich aus 40 Zähnen zusammen, die Zahnformel lautet: {\displaystyle {\frac {3.1.3.3}{3.1.3.3}}}. Der hinterste Molar ist relativ klein, er besitzt aber wie die anderen Molaren drei Höckerchen auf der Kauoberfläche, ist also tricuspid gestaltet. Die unteren Molaren tragen ein deutliches Trigonid. Der vorderste Prämolar verfügt nur über zwei Höckerchen auf der Kauoberfläche und kann damit als sectorial oder bicuspid eingestuft werden. Die Länge der oberen Zahnreihe misst vom Eckzahn bis zum letzten Mahlzahn zwischen 6,4 und 8,1 mm.

## Verbreitung

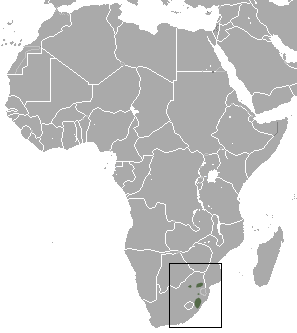
Verbreitungsgebiet (grün) des Rauhaar-Goldmulls

Der Rauhaar-Goldmull kommt endemisch im südlichen Afrika vor. Dort ist er an nur sechs bis acht Lokalitäten in stark zersplitterter Verbreitung in den südafrikanischen Provinzen Ostkap, KwaZulu-Natal, Gauteng und Mpumalanga nachgewiesen. Diese einzelnen Fundpunkte verteilen sich auf einer Fläche von 141.000 km², das tatsächliche Vorkommen beschränkt sich auf etwa 128 km². Sie befinden sich überwiegend im Bereich des Highvelds und der afromontanen, teilweise auch in der afroalpinen Zone. Die Tiere bevorzugen sandige Böden in offenen, aber dicht bewachsenen Grasländern, Wiesen und in der Nähe von Marschländern, teilweise treten sie auch in Bereichen mit dichten Beständen an Kikuyu-Gräsern auf. Darüber hinaus sind sie in Gärten und Parks anzutreffen. Die Art ist insgesamt sehr selten und schwer zu beobachten.

## Lebensweise
Aufgrund der Seltenheit des Rauhaar-Goldmulls und seiner versteckten Lebensweise ist über das genaue Verhalten nur sehr wenig bekannt. Er lebt weitgehend unterirdisch in selbst gegrabenen kurzen Tunnelsystemen, deren Aushub hinter und seitlich der offenen Eingänge abgelegt wird. Oberirdisch verbinden verschiedene markierte Pfade die Eingänge mit den Nahrungsplätzen. Manchmal legt ein Tier seitlich dieser Wege nur 30 bis 70 cm lange Gänge mit zwei Eingängen an. Sie dienen wohl als Verstecke, da der Rauhaar-Goldmull schon bei den geringsten Anzeichen von Gefahr in den Untergrund verschwindet. Trotz seiner Blindheit verfügt er an der Oberfläche über ein hervorragendes Orientierungsvermögen und ein Tier findet die Eingänge mit hoher Präzision. Vermutlich orientiert es sich über Schallwellen in niedrigen Frequenzbereich und seismische Wellen, wozu der enorm vergrößerte Hammers im Mittelohr dient. Die meisten Aktivitäten finden nachts statt. Häufig verlässt der Rauhaar-Goldmull seinen Bau nach ergiebigen Regenfällen und geht auf Nahrungssuche. Diese stöbert er teils mit dem lederigen Nasenpolster grabend im Erdreich und hinterlässt so markante Grabespuren. Zur bevorzugten Beute zählen Wirbellose wie Regenwürmer und Insekten. Über die Fortpflanzung liegen keine Informationen vor. Es wurde lediglich beschrieben, dass trächtige Weibchen zwei Föten tragen, jedoch fehlen Angaben über die Jahreszeit der Beobachtung. Als äußerer Parasit tritt die Milbengattung Schizocoptes in Erscheinung, die auf Goldmulle spezialisiert ist und vornehmlich an den Haarbasen vorkommt.

## Systematik
Der Rauhaar-Goldmull ist eine Art aus der Gattung der Riesengoldmulle (Chrysospalax). Diese besteht aus den größten Vertretern innerhalb der Familie der Goldmulle (Chrysochloridae) und schließt zusätzlich noch den Riesengoldmull (Chrysospalax trevelyani) ein. Die Goldmulle stellen kleinere, bodengrabende Säugetiere aus der Überordnung der Afrotheria dar. Sie kommen endemisch in Afrika vor, wobei der Schwerpunkt ihrer Verbreitung der südliche Teil des Kontinents bildet. Nur einige wenige Arten sind auch im östlichen oder zentralen Teil anzutreffen. Aufgrund ihrer unterirdischen Lebensweise können die einzelnen Arten mit wenigen Ausnahmen als Habitatspezialisten angesehen werden, die eng umrissene Verbreitungsgebiete aufweisen. Innerhalb der Familie bestehen zwei ökologische Gruppen. Eine setzt sich aus Bewohnern von trockenen bis teils halbwüstenartigen Landschaften zusammen, dazu gehören etwa der Wüstengoldmull (Eremitalpa) oder die Kapgoldmulle (Chrysochloris). Die andere wird durch Formen gebildet, die an offene Gras- und Savannenlandschaften sowie an Wälder angepasst sind, beispielsweise die Kupfergoldmulle (Amblysomus), die Vertreter der Gattungen Neamblysomus und Calcochloris, Arends’ Goldmull (Carpitalpa arendsi) oder aber die Riesengoldmulle. Die innere Gliederung der Familie ist Gegenstand der Diskussion. Anhand des Baus des Hammers im Mittelohr lassen sich zwei oder drei Unterfamilien voneinander unterscheiden: die Amblysominae mit einem normal gebauten Malleus, die Chrysochlorinae mit einem stark verlängerten Kopf des Malleus und die Eremitalpinae mit einem kugelig aufgeblähten Kopf des Malleus. Die beiden letztgenannten bilden nach Meinung anderer Forscher nur eine einzelne Unterfamilie, die Chrysochlorinae. Molekulargenetische Untersuchungen unterstützen diesen anatomischen Gliederungsansatz nur teilweise. Diesen zufolge steht Chrysospalax relativ basal in einer Gruppe, die sich aus den Gattungen Calcochloris, Eremitalpa, Chrysochloris, Cryptochloris und weiteren zusammensetzt, was mit Ausnahme von Calcochloris allgemein den „Chrysochlorinae“ entspräche. Der stark aufgeblähte Kopf des Hammers befürwortet aus anatomischer Sicht eine nähere Verwandtschaft von Chrysospalax mit Eremitalpa (mit dem es dann die Eremitalpinae bildet). Nach genetischen Untersuchungen aus dem Jahr 2023 lässt sich Chrysospalax gemeinsam mit Calcochloris auch zur Unterfamilie der Chrysospalacinae zusammenfassen.
Es werden sechs Unterarten des Rauhaar-Goldmulls unterschieden, die Abtrennung voneinander erfolgt über einzelne Variationen der Fellfarbe. Die Gültigkeit der einzelnen Unterarten ist nicht in jedem Fall gesichert:
- C. v. dobsoni Broom, 1918; bei Pietermaritzburg und von den mittleren Höhen in der südafrikanischen Provinz KwaZulu-Natal, möglicherweise ein Synonym zu C. v. villosus; das Rückenfell ist gelblich-braun, braun oder bräunlich-grau;
- C. v. leschae Broom, 1918; von St. Cuthberts, Tsolo und Tabase in der südafrikanischen Provinz Ostkap; das Rückenfell ist einheitlich dunkelbraun, die Unterseite etwas heller;
- C. v. rufopallidus Roberts, 1924; von Wakkerstroom nordwärts bis Belfast in der südafrikanischen Provinz Mpumalanga; das Rückenfell ist fahl gelblich-rot; die Haare sind mit 14 bis 16 mm Länge verhältnismäßig kurz;
- C. v. rufus Meester, 1953; vom Spitzkop bei Sabie in Mpumalanga; das Rückenfell ist reichlich rötlich-braun, das Unterfell dunkelgrau; kleiner als C. v. transvaalensis und mit kürzeren Krallen;
- C. v. transvaalensis Broom, 1913; bei Pretoria und Witwatersrand; das Rückenfell ist fahl rötlich-braun;
- C. v. villosus Smith, 1833; bei Durban in KwaZulu-Natal; das Rückenfell ist gelblich-braun, schwach durchsetzt mit dunkelbraun, die Seiten und der Bauch sind gräulich-braun;

Die Gattung Chrysospalax war bereits 1883 von Theodore Gill eingeführt worden, der ihr aufgrund der kräftigen Platten hinter den Jochbögen und dem Gebiss aus 40 Zähnen sowohl den Riesen- als auch den Rauhaar-Goldmull beiordnete. Nur neun Jahre später benannte Edward Drinker Cope die Gattung Bematiscus aufgrund der Ausbildung von 40 Zähnen und einem Talonid an den unteren Molaren, zu der er ebenfalls beide Arten stellte. Während der Riesengoldmull in der Folgezeit wieder zu Chrysospalax gestellt wurde, führten die meisten Forscher den Rauhaar-Goldmull noch bis in die 1950er Jahre in der Gattung Bematiscus. Letztere gilt heute als Synonym von Chrysospalax.

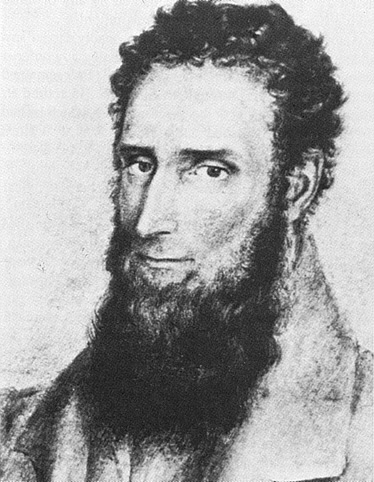
Sir Andrew Smith (1797–1872)

Wissenschaftlich beschrieben wurde der Rauhaar-Goldmull im Jahr 1833 durch Andrew Smith unter der Bezeichnung Chrysochloris villosa. Smith verwendete dafür ein Individuum von 12,7 cm Gesamtlänge aus der Nähe von Durban, was als Typuslokalität gilt. In seinem mehrere Jahre später erschienenen Werk Illustrations of the Zoology of South Africa. Mammalia erwähnte Smith, dass das Belegexemplar der Art in dichtem Gras gefunden wurde und sich in seinem Magen zahlreiche Insekten und deren Larven befunden hatten. Es dauerte gut 80 Jahre, bis dann Robert Broom mit Bematiscus transvaalensis anhand mehrerer Individuen aus der Nähe von Johannesburg und Springs eine weitere Form einführte, die heute als Unterart angesehen wird. Weitere fünf Jahre später benannte Broom mit Bematiscus dobsoni und Bematiscus leschae zwei weitere heutige Unterarten. Erstere erhielt ihren Namen nach George Edward Dobson, der zuvor ein Individuum des Rauhaar-Goldmulls aus Pietermaritzburg beschrieben hatte, mit letzterer ehrte Broom Ivy Lesch, die Entdeckerin der neuen Form aus St. Cuthberts. Unter der Zuhilfenahme von drei männlichen und drei weiblichen Individuen aus Wakkerstroom, deren Länge zwischen 14,5 und 16,5 cm variierte, stellte Austin Roberts 1924 die Art Bematiscus rufopallidus auf. Als Typusexemplar entschied er sich für ein männliches Tier, das zu einer Fundserie aus Pretoria und zusätzlich aus Wakkerstroom gehört, die er bereits 1913 mit der Bezeichnung Chrysospalax pratensis versehen hatte (und deren Serienteil aus Pretoria heute als identisch mit C. v. transvaalensis gilt). Jurgens A. J. Meester verwendete nahezu ein halbes Dutzend Individuen vom Spitzkop zur Beschreibung der relativ kleinen Unterart Bematiscus villosus rufus.

## Bedrohung und Schutz
Der Verlust an bewohnbaren Lebensräumen stellt die größte Gefahr für den Bestand des Rauhaar-Goldmulls dar. Die Art ist aufgrund ihrer deutlichen Spezialisierung in einzelne Subpopulationen zersplittert, die sich über ein großes Gebiet verteilen. In diesem führen die Ausdehnungen der menschlichen Siedlungen, extensive Landwirtschaft und der Abbau von Kohle zur Energiegewinnung zu massiven Lebensraumveränderungen. Die Energiewirtschaft ist von zentraler Bedeutung für die südafrikanische Stromversorgung, der Bedarf an verfügbarer Energie nimmt mit dem Anstieg der Bevölkerung und der Wirtschaftskraft ebenfalls stark zu. Bedeutenden Einfluss besitzen darüber hinaus auch die Überweidung in den Randbereichen von Feucht- und Überschwemmungsgebieten und das damit einhergehende Zertrampeln des Untergrundes sowie künstlich gelegte Buschbrände. beides erfolgt überwiegend in den trockenen Wintermonaten, zerstört aber den dichten Pflanzenwuchs, der notwendig ist, damit die Tiere oberirdisch auf Nahrungssuche gehen können. Von den aus historischer Zeit elf bekannten Lokalitäten mit Nachweis des Rauhaar-Goldmulls sind wenigstens drei bereits vollständig überprägt. Von den verbleibenden ist die Art an jeweils drei Stellen in KwaZulu-Natal und Mpumalanga eindeutig belegt. Insgesamt tritt sie sehr selten auf, lebt versteckt und ist so nur schwer zu beobachten. Die IUCN stuft den Gesamtbestand des Rauhaar-Goldmulls als „gefährdet“ (vulnerable) ein, bei einer weiteren Reduktion der Anzahl an bekannten Lokalitäten müsste der Gefährdungsgrad aber erhöht werden. Er kommt in verschiedenen Naturschutzgebieten vor, etwa im Blyde River Canyon Nature Reserve und im Verloren-Vallei Nature Reserve, beide Mpumalanga, sowie im Mgeni Vlei Nature Reserve in KwaZulu-Natal. Eine große Bedeutung für die Erhaltung der Art liegt in der Ermittlung des Gefährdungspotentials für die jeweiligen Populationen an den einzelnen Fundlokalitäten.